# Alejo Tabares
Alejo Germán Tabares (General Roca, Río Negro, Argentina; 20 de junio de 2001) es un futbolista argentino. Puede jugar como defensor central o lateral izquierdo y su equipo actual es el Club Atlético Newell's Old Boys de la Primera División de Argentina.

## Trayectoria

### Infantiles e inferiores
Comenzó en las categorías inferiores de la escuelita de fútbol Cimac, lo que precedió a su paso al Deportivo Roca.

### Lanús
En el 2018 fue a probarse a Lanús donde empezó a ser considerado en el equipo a finales del año 2020 por haber salido campeón en el torneo de reserva de aquel año. Anotó un gol en un amistoso contra Arsenal de Sarandí antes de ser convocado en los partidos frente a Boca Juniors y São Paulo FC, en estos partidos fue suplente pero no ingresó.
Tabares hizo su debut el 25 de noviembre de 2020 en los octavos de final de la Copa Sudamericana en la derrota por el partido de ida ante Bolívar cuando reemplazó a José Sand faltando minutos para el final en el Estadio Hernando Siles.

### All Boys
Luego de sus pasos por Estudiantes de Río Cuarto y Cipolletti, en el 2024 pasó a All Boys para disputar la Primera Nacional. Debutó con la camiseta blanquinegra en fecha 1 de la Primera B Nacional 2024 siendo titular en el triunfo contra Tristan Suarez.

## Selección nacional

### Selección nacional sub-20
Su buen rendimiento en Lanús llamó la atención de Fernando Batista, director técnico de la selección juvenil argentina en aquel entonces, lo tuvo en cuenta en la Selección juvenil de 2019 que disputó el Torneo Internacional de Fútbol Sub-20 de la Alcudia en España.

#### Participaciones con la Selección
| Torneo                                                      | Sede   | Resultado | Partidos | Goles |
| ----------------------------------------------------------- | ------ | --------- | -------- | ----- |
| Torneo Internacional de Fútbol Sub-20 de la Alcudia de 2019 | España | Tercero   | 2        | 0     |

## Estadísticas
Actualizado al 27 de diciembre de 2024
| Equipo                                    | Div.                | Temporada           | Liga     | Liga  | Copa Nacional(1) | Copa Nacional(1) | Copa Internacional | Copa Internacional | Total    | Total |
| Equipo                                    | Div.                | Temporada           | Partidos | Goles | Partidos         | Goles            | Partidos           | Goles              | Partidos | Goles |
| Lanús Argentina                           | 1.ª                 | 2020                | 0        | 0     | 2                | 0                | 1                  | 0                  | 3        | 0     |
| Lanús Argentina                           | 1.ª                 | 2021                | 0        | 0     | -                | -                | -                  | -                  | 0        | 0     |
| Lanús Argentina                           | Total               | Total               | 0        | 0     | 2                | 0                | 1                  | 0                  | 3        | 0     |
| Estudiantes (Río Cuarto) Argentina        | 2.ª                 | 2022                | 0        | 0     | -                | -                | -                  | -                  | 0        | 0     |
| Estudiantes (Río Cuarto) Argentina        | Total               | Total               | 0        | 0     | -                | -                | -                  | -                  | 0        | 0     |
| Cipolletti Argentina                      | 3.ª                 | 2022                | 8        | 0     | -                | -                | -                  | -                  | 8        | 0     |
| Cipolletti Argentina                      | 3.ª                 | 2023                | 22       | 0     | -                | -                | -                  | -                  | 22       | 0     |
| Cipolletti Argentina                      | Total               | Total               | 30       | 0     | -                | -                | -                  | -                  | 30       | 0     |
| Asociación Deportiva La Amistad Argentina | 4.ª                 | 2022                | 6        | 0     | -                | -                | -                  | -                  | 6        | 0     |
| Asociación Deportiva La Amistad Argentina | Total               | Total               | 6        | 0     | -                | -                | -                  | -                  | 6        | 0     |
| All Boys Argentina                        | 2.ª                 | 2024                | 37       | 0     | -                | -                | -                  | -                  | 37       | 0     |
| All Boys Argentina                        | Total               | Total               | 37       | 0     | -                | -                | -                  | -                  | 37       | 0     |
| Total en su carrera                       | Total en su carrera | Total en su carrera | 73       | 0     | 2                | 0                | 1                  | 0                  | 76       | 0     |
| (1) Incluye datos de la Copa Argentina.   |                     |                     |          |       |                  |                  |                    |                    |          |       |

## Palmarés

### Campeonatos nacionales
| Título            | Club  | País      | Año  |
| ----------------- | ----- | --------- | ---- |
| Torneo de Reserva | Lanús | Argentina | 2020 |